# Saint-Jean-du-Cardonnay
Saint-Jean-du-Cardonnay là một xã thuộc tỉnh Seine-Maritime trong vùng Normandie miền bắc nước Pháp.

## Dân số
| 1962                                            | 1968 | 1975 | 1982 | 1990 | 1999 | 2006 |
| ----------------------------------------------- | ---- | ---- | ---- | ---- | ---- | ---- |
| 773                                             | 773  | 1015 | 1094 | 1270 | 1298 | 1385 |
| Starting in 1962: Population without duplicates |      |      |      |      |      |      |